# Shinichi Muto
Shinichi Muto (武藤 真一 Muto Shinichi?), född 2 april 1973 i Miyagi prefektur, är en japansk före detta fotbollsspelare.
Muto började sin karriär 1992 i JEF United Ichihara. Han spelade 195 ligamatcher för klubben. 2003 flyttade han till Oita Trinita. Efter Oita Trinita spelade han för Grulla Morioka och FC Ganju Iwate. Han avslutade karriären 2007.